# Zofia Lupertowicz

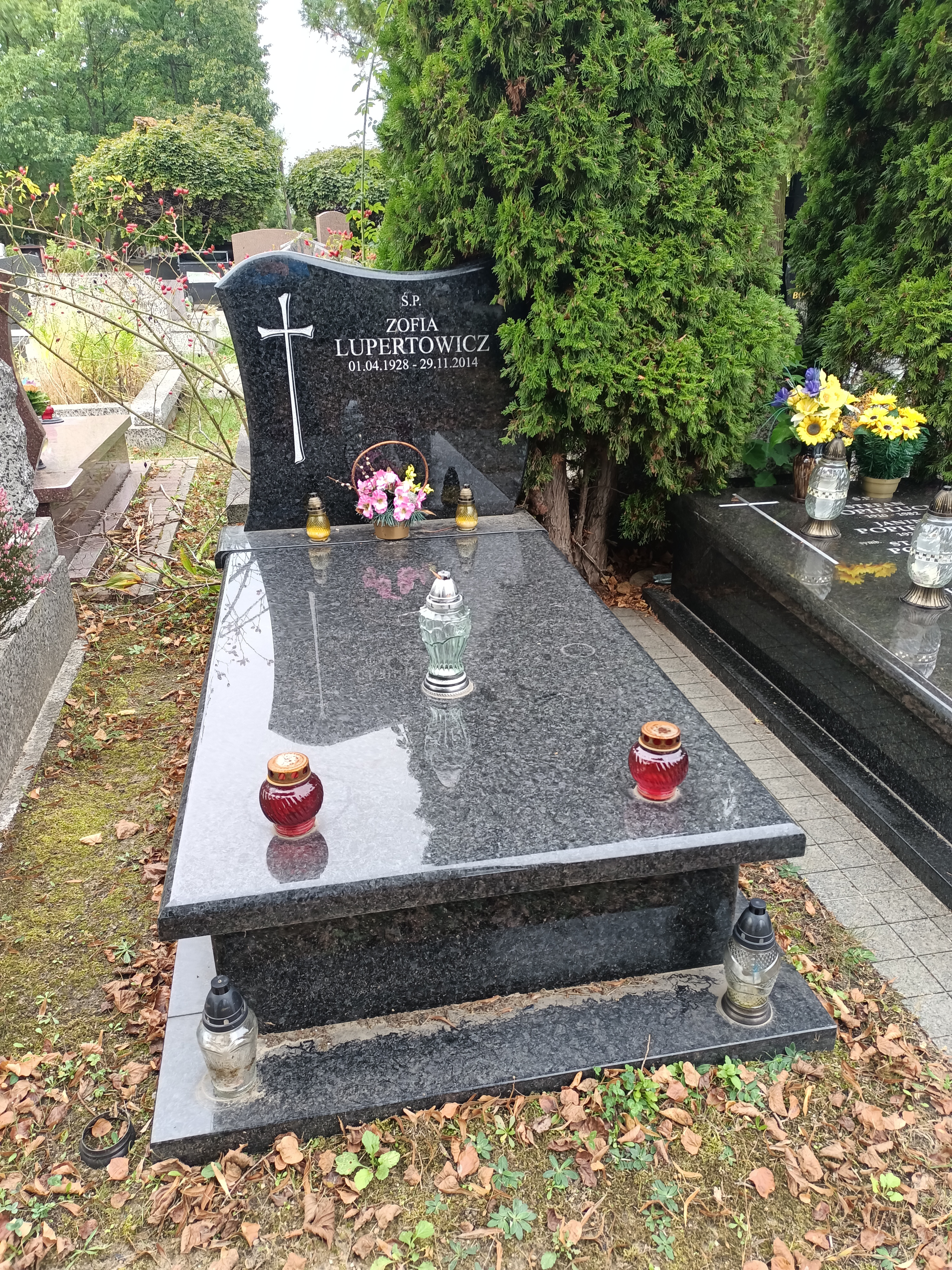
Grób Zofii Lupertowicz na Cmentarzu Komunalnym Północnym w Warszawie

Zofia Lupertowicz (z domu Wielgus) (ur. 1 kwietnia 1928, zm. 29 listopada 2014 w Warszawie) – polska śpiewaczka operowa i operetkowa, mezzosopran.

## Życiorys
Karierę zawodową związała z Operetką Warszawską, która powstała ze sceny operetkowej warszawskiego Teatru Nowego. Od 1966 przez trzy sezony występowała na scenie Opery i Operetki Bydgoskiej. Laureatka wielu konkursów m.in. I nagrody pierwszego powojennego Ogólnopolskiego Konkursu Wokalnego w Warszawie. Wieloletnia przewodnicząca Warszawskiego Koła Seniorów Stowarzyszenia Polskich Artystów Muzyków, odznaczona Złotą Odznaką SPAM.
Pochowana na cmentarzu komunalnym Północnym w Warszawie (kw. E-VIII-1, rząd 5, grób 21).